# Poëzieprijs van de gemeente Amsterdam
Le Poëzieprijs van de gemeente Amsterdam est un prix littéraire néerlandais récompensant une œuvre poétique.

## Histoire
Le prix de poésie de la municipalité d'Amsterdam a été créé en 1945. En 1972, il a pris le nom de Herman Gorter-prijs (nl).

## Récipiendaires
- 1971 - Ida Gerhardt (nl) pour De ravenveer

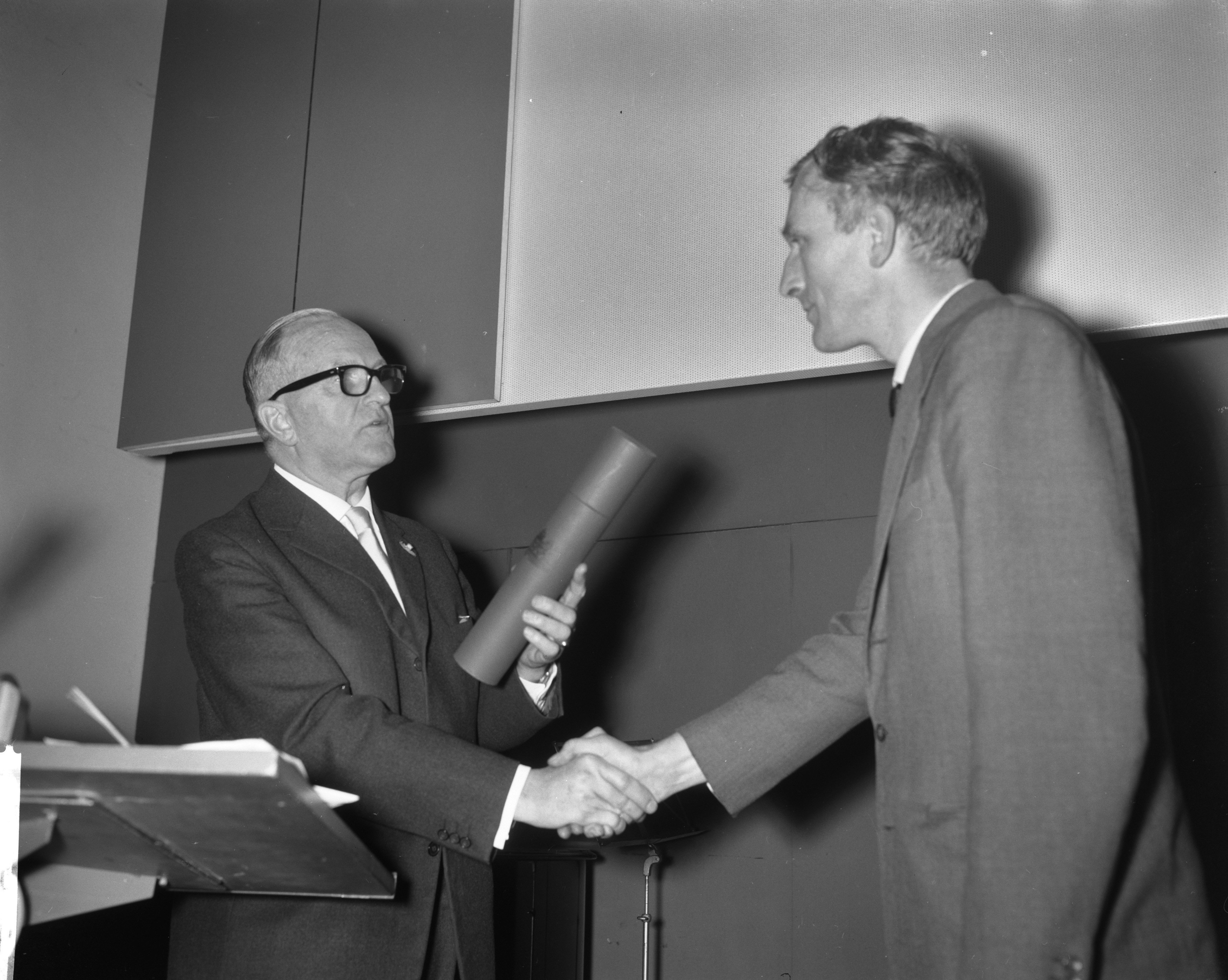
reçoit le prix de la poésie de la municipalité d'Amsterdam 1960 remis par

- 1970 - Gerrit Komrij pour Alle vlees is als gras, of Het knekelhuis op de dodenakker
- 1969 - Hans Faverey pour Gedichten
- 1968 - J.P. Guépin (nl) pour De mens is een dier maar hij zou het kunnen weten
- 1967 - Dick Hillenius (nl) pour Uit groeiende onwil om ooit nog ergens in veiligheid aan te komen
- 1966 - K. Schippers pour Een klok en profil
- 1965 - Cees Nooteboom pour Gesloten gedichten
- 1964 - Adriaan Roland Holst pour Onderhuids
- 1964 - H.C. ten Berge (nl) pour Journaal I, II en XII
- 1964 - J. Bernlef pour En dode hagedis
- 1963 - Gerrit Kouwenaar pour Zonder namen
- 1963 - Hans Andreus (nl) pour Aarde
- 1963 - Hans Verhagen (nl) pour Walcheren
- 1962 - Ida Gerhardt (nl) pour De hovenier
- 1962 - J. Bernlef pour Morene
- 1962 - Huub Oosterhuis (nl) pour Groningen
- 1962 - Lucebert pour Terreur
- 1961 - Adriaan Roland Holst pour Omtrent de grens
- 1961 - Jan Willem Schulte Nordholt (nl) pour Een lichaam van aarde en licht
- 1961 - Leo Vroman (nl) pour Pour Jan Greshoff en pour een meisje zonder hoofd
- 1961 - Gerrit Kouwenaar pour Zou een hand
- 1960 - Paul Rodenko (nl) pour Stilte, woedende trompet
- 1960 - Cees Nooteboom pour Ibicenzer gedicht
- 1960 - Chr.J. van Geel (nl) pour Een zomerdag
- 1959 - Jan Hanlo (nl) pour Verzamelde gedichten
- 1959 - Jan Elburg pour Hebben en zijn
- 1959 - Mischa de Vreede (nl) pour Een jong meisje droomt
- 1959 - Sybren Polet pour Vleselijke stad
- 1958 - Gabriël Smit (nl) pour De stoel
- 1958 - Gerrit Kouwenaar pour De mensen zijn geen goden
- 1957 - Maurits Mok (nl) pour Stormen en stilten
- 1957 - Guillaume van der Graft (nl) pour Woorden van brood
- 1957 - Jan Hanlo (nl) pour Niet ongelijk
- 1956 - Ida Gerhardt (nl) pour Het levend monogram
- 1956 - Bert Schierbeek (nl) pour De blinde zwemmers
- 1956 - Lucebert pour De beulen
- 1956 - Leo Vroman (nl) pour Uit slaapwandelen
- 1955 - Hans Andreus (nl) pour Schilderkunst
- 1955 - M. Vasalis pour Vergezichten en gezichten
- 1955 - Remco Campert pour Gedicht met een moraal
- 1954 - Gerrit Achterberg pour Ballade van de gasfitter
- 1954 - Pierre Kemp (nl) pour gedichten
- 1953 - Lucebert pour Apocrief
- 1951 - non attribué
- 1949 - Elisabeth Zernike (nl) pour En toen wij afscheid namen ....
- 1949 - Gerrit Achterberg pour Afreis
- 1948 - H.W.J.M. Keuls (nl) pour Rondeelen en kwatrijnen
- 1947 - Gerard den Brabander (nl) pour De steenen minnaar
- 1946 - Jan H. de Groot (d) pour Moederkoren
- 1945 - Jan Engelman (nl) pour Ballade van de waarheid

source : Literatuurmuseum